# Быково (Починковский район)
Быково — деревня в Починковском районе Смоленской области России. Входит в состав Лосненского сельского поселения. Население — 6 жителей (2007 год). 
Расположена в центральной части области в 18 км к северо-западу от Починка, в 0,5 км западнее автодороги А141 Орёл — Витебск, на берегу реки Россажа. В 9 км северо-восточнее деревни расположена железнодорожная станция Панская на линии Смоленск — Рославль. 

## История
В годы Великой Отечественной войны деревня была оккупирована гитлеровскими войсками в июле 1941 года, освобождена в сентябре 1943 года.